# دعاء العهد
دعاء العهد وهو دعاء مروي عن جعفر بن محمد الصادق، الإمام السادس عند الشيعة الإثنى عشرية وفيه تجديد للبيعة مع محمد بن الحسن المهدي صاحب الزمان، الإمام الثاني عشر عند الشيعة وقد أكدت الروايات على المواظبة على قراءته في عصر الغيبة. وفي الرواية: أن من داوم على قراءته أربعين صباحاً كان من أنصار الإمام المهدي.

## سند الدعاء
رواه سید بن طاووس في کتابه مصباح الزائر وعلي بن ابراهیم الکفعمي في کتابیه المصباح و البلد الأمین وابن المشهدي في کتابه المزار الکبیر ومحمد باقر المجلسي في کتابه بحار الأنوار عن جعفر بن محمدالصادق.
ویذکر محمد باقر المجلسي في بحار الأنوار عن الكتاب العتيق الغروي: أخبرني السيد الأجل عبد الحميد بن فخار بن معد الموسوي الحسيني الحائري، في سنة ست وسبعين وستمائة، قال: أخبرني والدي، عن تاج الدين الحسن بن علي الدربي، عن محمد بن عبد الله البحراني الشيباني، عن أبي محمد الحسن بن علي، عن علي بن إسماعيل، عن يحيى بن كثير، عن محمد بن علي القرشي، عن أحمد بن سعيد، عن علي بن الحكم، عن الربيع بن محمد المسلي، قال: قرأت على عبد الله بن سليمان، قال: سمعت سيدنا الإمام جعفر بن محمد الصادق يقول: مَنْ قَرَأَ هَذَا الْعَهْدَ أَرْبَعِينَ صَبَاحاً كَانَ مِنْ أَنْصَارِ الْإِمَامِ وَ إِذَا مَاتَ قَبْلَ ظُهُورِهِ يُخْرِجُهُ اللَّهُ مِنْ قَبْرِهِ لِيُجَاهِدَ بَيْنَ يَدَيِ الْإِمَامِ، وَ يُعْطِيهِ اللَّهُ إِزَاءَ كُلِّ كَلِمَةٍ أَلْفَ حَسَنَةٍ مِنْ كَرَامَتِهِ، وَ يَمْحُو عَنْهُ أَلْفَ سَيِّئَةٍ، وَ هَذَا هُوَ دُعَاءُ الْعَهْدِ:
اللَّهُمَّ رَبَّ النُّورِ الْعَظِيمِ وَ رَبَّ الْكُرْسِيِّ الرَّفِيعِ وَ رَبَّ الْبَحْرِ الْمَسْجُورِ وَ مُنْزِلَ التَّوْرَاةِ وَ الْإِنْجِيلِ وَ الزَّبُورِ وَ رَبَّ الظِّلِّ وَ الْحَرُورِ وَ مُنْزِلَ الْقُرْآنِ الْعَظِيمِ وَ رَبَّ الْمَلَائِكَةِ الْمُقَرَّبِينَ وَ الْأَنْبِيَاءِ وَ الْمُرْسَلِينَ... الخ.

## فضل الدعاء وزمان قراءته
ما ورد فی الروایات حول دعاء العهد هو: أن کل من قرأ هذا الدعاء أربعین صباحا، کان من أنصار الإمام المهدي، حیث روي عن أبي بصير، عن جعفر بن محمد الصادق أنه قال: «مَنْ قَرَأَ هَذَا الْعَهْدَ أَرْبَعِينَ صَبَاحاً كَانَ مِنْ أَنْصَارِ الْإِمَامِ وَ إِذَا مَاتَ قَبْلَ ظُهُورِهِ يُخْرِجُهُ اللَّهُ مِنْ قَبْرِهِ لِيُجَاهِدَ بَيْنَ يَدَيِ الْإِمَامِ، وَ يُعْطِيهِ اللَّهُ إِزَاءَ كُلِّ كَلِمَةٍ أَلْفَ حَسَنَةٍ مِنْ كَرَامَتِهِ، وَ يَمْحُو عَنْهُ أَلْفَ سَيِّئَةٍ،».
و الحاصل أن وقت قراءة هذا الدعاء هو الصبح، و أفضل وقته هو بعد صلاة الفجر، و الصبح فی الاصطلاح الفقهی یمتد من طلوع الفجر الصادق إلى طلوع الشمس. و لکن فی العرف یمتد وقته إلى ساعة أو ساعتین بعد طلوع الشمس. و ظاهر الروایات هو القراءة المتوالیة المتتابعة لمدة أربعین صباحاً.

## مقتطفات من الدعاء
یبدأ الدعاء بهذه العبارات:
اللَّهُمَّ رَبَّ النُّورِ الْعَظِيمِ وَ رَبَّ الْكُرْسِيِّ الرَّفِيعِ وَ رَبَّ الْبَحْرِ الْمَسْجُورِ وَ مُنْزِلَ التَّوْرَاةِ وَ الْإِنْجِيلِ وَ الزَّبُورِ وَ رَبَّ الظِّلِّ وَ الْحَرُورِ وَ مُنْزِلَ الْقُرْآنِ الْعَظِيمِ وَ رَبَّ الْمَلَائِكَةِ الْمُقَرَّبِينَ وَ الْأَنْبِيَاءِ وَ الْمُرْسَلِينَ اللَّهُمَّ إِنِّي أَسْأَلُكَ بِوَجْهِكَ الْكَرِيمِ وَ بِنُورِ وَجْهِكَ الْمُنِيرِ وَ مُلْكِكَ الْقَدِيمِ يَا حَيُّ يَا قَيُّومُ أَسْأَلُكَ بِاسْمِكَ الَّذِي أَشْرَقَتْ بِهِ السَّمَاوَاتُ وَ الْأَرَضُونَ وَ بِاسْمِكَ الَّذِي يَصْلُحُ بِهِ الْأَوَّلُونَ وَ الْآخِرُونَ يَا حَيّاً قَبْلَ كُلِّ حَيٍّ وَ يَا حَيّاً بَعْدَ كُلِّ حَيٍ‌ وَ يَا حَيّاً حِينَ لَا حَيَّ يَا مُحْيِيَ الْمَوْتَى وَ مُمِيتَ الْأَحْيَاءِ يَا حَيُّ لَا إِلَهَ إِلَّا أَنْتَ...
ویستمر حتی هذه العبارة...اللَّهُمَّ بَلِّغْ مَوْلَانَا الْإِمَامَ الْهَادِيَ الْمَهْدِيَّ الْقَائِمَ بِأَمْرِكَ صَلَوَاتُ اللَّهِ عَلَيْهِ وَ عَلَى آبَائِهِ الطَّاهِرِينَ عَنْ جَمِيعِ الْمُؤْمِنِينَ وَ الْمُؤْمِنَاتِ فِي مَشَارِقِ الْأَرْضِ وَ مَغَارِبِهَا سَهْلِهَا وَ جَبَلِهَا وَ بَرِّهَا وَ بَحْرِهَا وَ عَنِّي وَ عَنْ وَالِدَيَّ وَ وُلْدِي وَ إِخْوَانِي مِنَ الصَّلَوَاتِ زِنَةَ عَرْشِ اللَّهِ وَ مِدَادَ كَلِمَاتِهِ وَ مَا أَحْصَاهُ عِلْمُهُ وَ أَحَاطَ بِهِ كِتَابُهُ...
اللَّهُمَّ إِنِّي أُجَدِّدُ لَهُ فِي صَبِيحَةِ يَوْمِي هَذَا وَ مَا عِشْتُ مِنْ أَيَّامِي عَهْداً وَ عَقْداً وَ بَيْعَةً لَهُ فِي عُنُقِي لَا أَحُولُ عَنْهَا وَ لَا أَزُولُ أَبَداً اللَّهُمَّ اجْعَلْنِي مِنْ أَنْصَارِهِ وَ أَعْوَانِهِ وَ الذَّابِّينَ عَنْهُ وَ الْمُسَارِعِينَ إِلَيْهِ فِي قَضَاءِ حَوَائِجِهِ وَ الْمُمْتَثِلِينَ لِأَوَامِرِهِ وَ الْمُحَامِينَ عَنْهُ وَ السَّابِقِينَ إِلَى إِرَادَتِهِ وَ الْمُسْتَشْهَدِينَ بَيْنَ يَدَيْهِ... الخ 

## شروح علی الدعاء
قد ألّفت کتب في شرح هذا الدعاء نذکر منها:
- شرح دعاء العهد، تألیف محمد بن حسن بن ملاعلی هرندی، سنة 1287 ه.ق.
- ترجمة وشرح دعاء العهد، تألیف: احمد نظری، دارالنشر: عصر جوان، قم، 2008.[9]

## انظر أیضا
- غيبة (عقيدة)
- محمد بن الحسن المهدي
- دعاء أبي حمزة الثمالي
- دعاء البهاء
- دعاء الجوشن الكبير
- دعاء المجیر
- دعاء الفرج

## الوصلات الخارجیة
- استمع الی دعاء العهد بصوت الحاج محسن فرهمند علی موقع یوتیوب
- اقرأ نص دعاء العهد